# Monique Laederach
Monique Laederach (Les Brenets, 16 maggio 1938 – Peseux, 17 marzo 2004) è stata una scrittrice svizzera di lingua francese.

## Biografia
Ha studiato il pianoforte a livello professionale, prima di laurearsi in lettere all'università di Neuchâtel e divenire insegnante di tedesco. Ha tradotto in francese Kafka, Rilke, Mariella Mehr, Erika Burkart ed è stata critico letterario. Dapprima poetessa (dal lirismo focoso e dai temi costantemente femministi), si è poi dedicata in special modo alla narrativa, a partire da Stéphanie (1970). Il suo romanzo di maggiore successo, La femme séparée, si è visto attribuire il Premio Schiller (1983).

## Opere
- L'Étain la source, poèmes, Vevey, L'Aire, 1970;
- Pénélope, poème, Vevey, L'Aire, 1971;
- La Ballade des faméliques baladins de la Grande Tanière, poèmes, Neuchâtel, Cahiers du Bateleur, 1974;
- J'habiterai mon nom, poème, Lausanne, Éditions L'Âge d'Homme, 1977;
- Jusqu'à ce que l'été devienne une chambre, poème, Genève, E. Vernay, 1978;
- Stéphanie, récit, Vevey, L'Aire, 1978;
- La Partition, poèmes, Vevey, L'Aire, 1982;
- Trop petits pour Dieu, roman, Vevey, L'Aire, 1986;
- J'ai rêvé Lara debout, roman, Carouge, Zoé, 1990;
- La Femme séparée, roman, Paris, Fayard, 1982; Lausanne, Éditions L'Âge d'Homme (Poche Suisse), 1993;
- Si vivre est tel, poèmes, Lausanne-Québec, Éditions L'Âge d'Homme/Écrit des Forges, 1998 - avec un CD des poèmes lus par l'auteure;
- La trahison, Neuchâtel, Ed. de La Nouvelle Revue Neuchâteloise, 1999;
- Je n'ai pas dansé dans l'île, Lausanne, Éditions L'Âge d'Homme, 2000;
- L'Ombre où m'attire ta main, Neuchâtel, L'Association pour l'aide à la création littéraire, 2001;
- Ce chant mon amour, poèmes, Lausanne, Éditions L'Âge d'Homme, 2001;
- Les Noces de Cana, roman, Lausanne, Éditions L'Âge d'Homme, (1996) 2002;
- Trop petits pour Dieu, Vevey, Éditions de L'Aire, collection, l'Aire bleue, 2002;
- Poésie complète, Lausanne, Éditions L'Âge d'Homme, 2003;
- Flèche dérobée au vent, Roman, Lausanne, Éditions L'Âge d'Homme, Coll. Contemporains, 2003.

## Traduzioni in italiano
- Voci sparse d'ombra, trad. di Pierre Lepori, Milano, Marcos y Marcos, 2004.